# Acanthochitona pygmaea
Acanthochitona pygmaea är en blötdjursart som först beskrevs av Henry Augustus Pilsbry 1893.  Acanthochitona pygmaea ingår i släktet Acanthochitona och familjen Acanthochitonidae. Inga underarter finns listade i Catalogue of Life.